# Großbockedra
Grossbockedra est une commune allemande de l'arrondissement de Saale-Holzland, Land de Thuringe.

## Géographie
Großbockedra se situe sur une dalle de grès rouge.
| Sulza         | Zöllnitz Laasdorf | Rausdorf  |
| Rothenstein   | Großbockedra      | Stadtroda |
| Kleinbockedra |                   | Gneus     |

## Histoire
Großbockedra est mentionné pour la première fois en 1327.
En 1722, Großbockedra est la scène d'une chasse aux sorcières. Un homme et une femme sont jugés. On ne connaît pas le verdict, car les documents ont disparu.

## Source de la traduction
- (de) Cet article est partiellement ou en totalité issu de l’article de Wikipédia en allemand intitulé « Großbockedra » (voir la liste des auteurs).